# Supermax

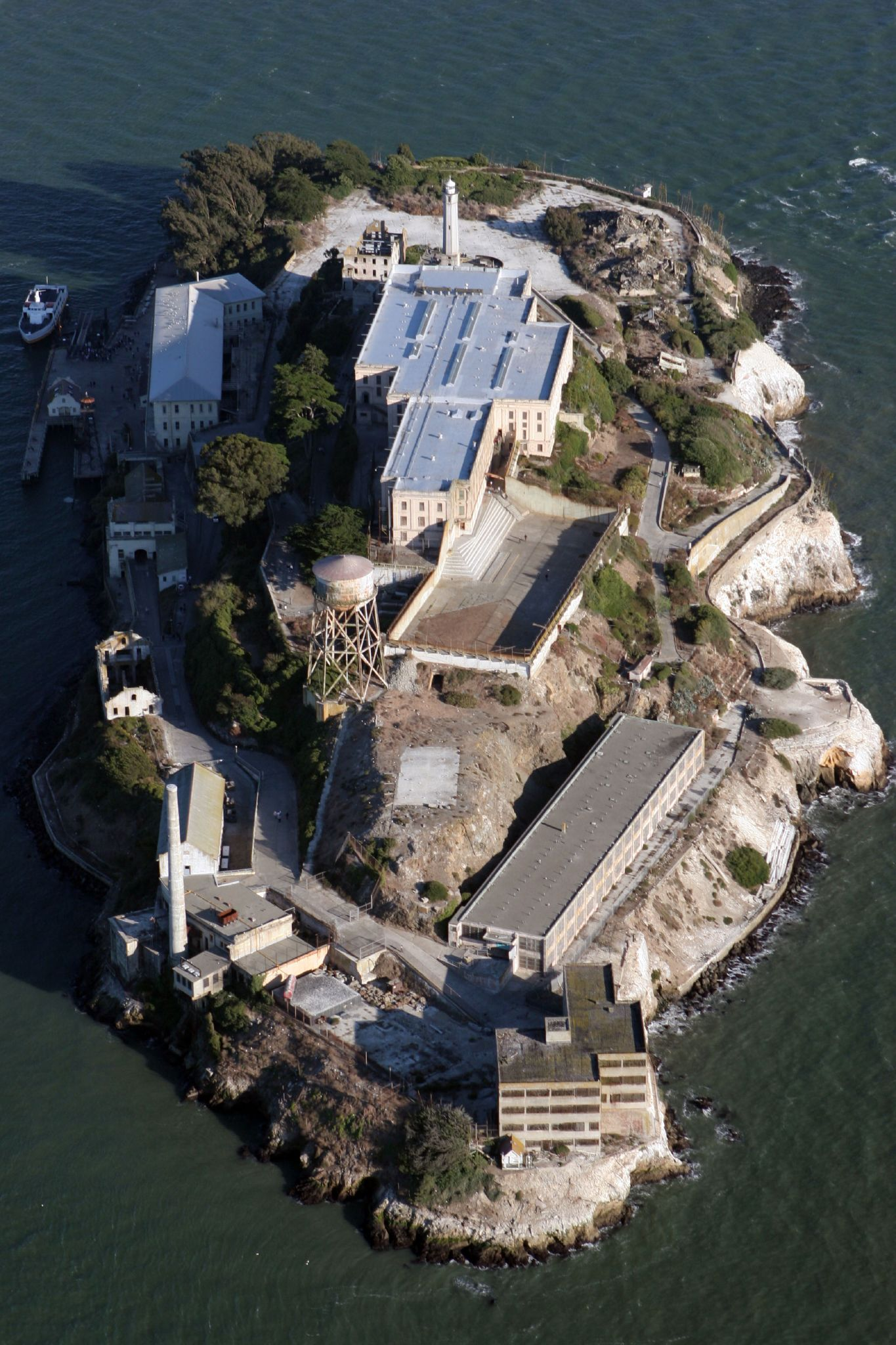
Alcatraz est le prototype de la norme des prisons supermax.

Une prison supermaximale (de l'anglais super-maximum security, raccourci en supermax ou administrative maximum, raccourci en ADX) est le terme utilisé, aux États-Unis et dans d'autres pays, pour désigner une prison de très haute sécurité ou bien un quartier de très haute sécurité appartenant à cette prison.
Le terme « supermax » découle du concept appliqué au pénitencier fédéral de Marion (en) dans l'Illinois à partir de 1983. Depuis, certaines prisons se sont converties vers un système « supermax », traduisant l'isolement total du détenu avec le reste du monde carcéral.
Aux États-Unis, on compte environ soixante prisons de ce type, la plupart d’entre elles possédant des unités « supermax » en plus des secteurs traditionnels d’une prison.

## Historique
La première apparition d'un établissement pénitentiaire de type « supermax » date de 1975 en Australie, quand le quartier Katingal fut construit à l'intérieur du centre correctionnel de Long Bay Correctional Centre (en) à Sydney. Surnommée le « zoo électronique » par les prisonniers, Katingal était une prison de très haute sécurité destinée à isoler de manière sensorielle les détenus, avec quarante cellules aux portes contrôlées électroniquement, des caméras de vidéosurveillance et l'absence de fenêtre dans les cellules. Finalement, le centre fut fermé deux ans plus tard, à la suite de problèmes liés aux droits de l'homme, et fut démoli au début de 2006.
Par la suite, le concept est développé aux États-Unis à la suite des incidents survenus en 1983 au pénitencier fédéral de Marion (en) dans l'Illinois. Thomas Silverstein et Clayton Fountain[réf. souhaitée], des membres de la Fraternité aryenne, un gang de suprémacistes blancs, réussissent à tuer leurs gardiens accompagnateurs durant deux incidents différents, en les poignardant après s'être défaits de leurs menottes.[réf. souhaitée]
À la suite du meurtre des deux gardiens, Norman Carlson (en), alors directeur du Bureau fédéral des prisons, réussit à convaincre le gouvernement fédéral qu'il faut concevoir un nouveau type d'établissement pénitentiaire, encore plus sécurisé. Selon lui, il est nécessaire d'avoir un moyen d'isoler les détenus incontrôlables, aussi bien du personnel que des autres détenus. La transformation de Marion allait servir de modèle pour la construction de l'ADX Florence, une prison construite spécifiquement et intégralement afin de permettre le « contrôle individuel » de chaque détenu.

## Description

Croquis d'une cellule-type de l'ADX Florence.

Dans les prisons dites « Supermax », les prisonniers ne sont autorisés à quitter leur cellule que pendant une heure par jour et sont souvent maintenus en confinement solitaire. Dans certaines prisons de ce type (notamment l'ADX Florence à Florence dans le Colorado) les détenus effectuent leurs sorties les mains menottées dans le dos et les fers aux pieds. Ils reçoivent leurs repas à travers les « passe-plats » installés sur les portes de leur cellule. Les prisonniers sont souvent privés d'activité ou de travail, excepté dans certaines prisons (comme celle de Florence), où les prisonniers sont autorisés à posséder une télévision.
Les portes des cellules sont souvent contrôlées électroniquement, et, dans la plupart des cas, opaques, afin d'éviter que le prisonnier puisse voir à l'extérieur. Les conditions de vie sont extrêmement spartiates, les meubles étant généralement faits en béton et intégrés aux murs de la cellule. Les murs, comme les tuyauteries et les portes de la cellule, sont isolés phoniquement, afin d'éviter d'éventuelles communications entre détenus.
Plusieurs organisations non gouvernementales, telles Amnesty international ou Human Rights Watch, se sont élevées contre ces conditions de détention contraires au respect des droits de l'homme dans ce type de prison, les prisonniers étant sujets à divers problèmes psychologiques sévères liés aux conditions d'incarcération très restrictives, qui selon eux « ne respectent pas les standards internationaux pour un traitement humain des prisonniers ».

## Prisons supermax aux États-Unis

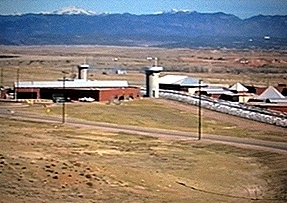
Vue de la prison ADX Florence.

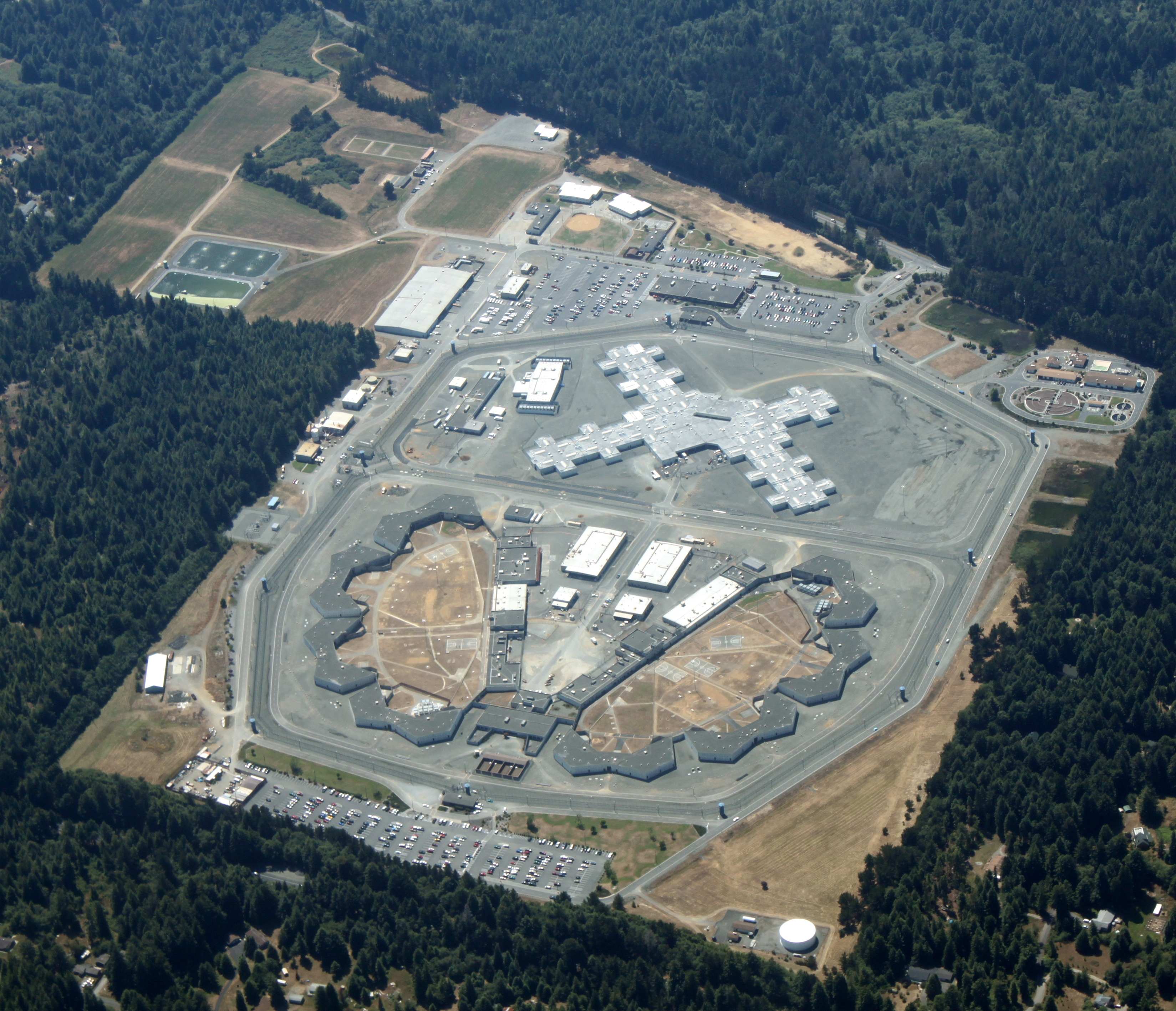
Vue aérienne de la prison d'État de Pelican Bay en 2009.

- Ionia Correctional Facility - Ionia, Michigan
- Maryland Correctional Adjustment Center - Baltimore, Maryland
- North Branch Correctional Institution - Maryland
- Ohio State Penitentiary - Youngstown, Ohio
- Prison d'État de Pelican Bay - Crescent City, Californie
- Red Onion State Prison - Pound, Virginie
- Sing Sing Correctional Facility - Ossining, New York
- Souza-Baranowski Correctional Facility - Shirley, Massachusetts
- U.S. Penitentiary Florence ADMAX (Administrative Maximum) Facility - Florence, Colorado
- Pénitencier fédéral de Marion (en) (USP Marion) - Marion, Illinois
- Varner Supermax - Grady, Arkansas
- Wallens Ridge State Prison - Big Stone Gap, Virginie
- Wisconsin Secure Program Facility - Boscobel, Wisconsin
- Minnesota Correctional Facility - Oak Park Heights - Stillwater, Minnesota
- Pénitencier d'État de l'Oklahoma - McAlester, Oklahoma
- USP Allenwood - Allenwood, Pennsylvanie
- USP Atlanta - Atlanta, Géorgie
- USP Atwater - Comté de Merced, Californie
- USP Beaumont - Beaumont, Texas
- USP Coleman - Coleman, Floride
- USP Lewisburg - Lewisburg, Pennsylvanie
- USP Leavenworth - Leavenworth, Kansas
- USP Terre Haute - Terre Haute, Indiana

## Prisons supermax dans d'autres pays
- Prison d'Al Hayer - Riyad, Arabie saoudite
- Centre correctionnel de Goulburn (en), Goulburn (Nouvelle-Galles du Sud, Australie)
- Centre de réadaptation provisoire de Presidente Bernardes, État de São Paulo, Brésil (inspirée des standards américains Supermax, mais les prisonniers n'y restent pas plus de 180 jours).
- Prison de Cómbita, Cómbita, Colombie.
- L'Unité spéciale de détention au Centre régional de réception, Canada

## Prisonniers notables ayant séjourné dans des prisons supermax
Incarcérés à l'ADX Florence :
- Theodore Kaczynski, un terroriste américain surnommé « Unabomber » ;
- Zacarias Moussaoui, un des conspirateurs des attentats du 11 septembre 2001 ;
- Terry Nichols, un des conspirateurs de l'attentat à la bombe à Oklahoma City ;
- Timothy McVeigh, un des conspirateurs de l'attentat d'Oklahoma City, exécuté par injection létale en 2001 au pénitencier fédéral de Terre Haute ;
- Richard Reid, surnommé le « Shoebomber », un terroriste britannique ;
- Omar Abdel Rahman, dit « le Cheikh aveugle », condamné pour le premier attentat contre le World Trade Center, le 26 février 1993 ;
- Robert Hanssen, un espion américain et ancien agent du FBI, arrêté en 2001 pour avoir collaboré avec les services secrets soviétiques, puis russes (condamné à une peine de prison à vie) ;
- Vito Rizzuto, le chef de la mafia montréalaise (libéré en 2012).
- Djokhar Tsarnaev, auteur du double attentat du Marathon 2013 de Boston, condamné à mort par injection létale le 24 juin 2015 ; emprisonné à l'ADX Florence durant la procédure d'appel[2].
- Dandeny Muñoz Mosquera, un assassin d'un chef du cartel de Medellín en Colombie (transféré le 12 décembre 2018).

Incarcérés dans d'autres prisons :
- Carlos Lehder, un trafiquant de drogue et un des fondateurs du cartel de Medellín.